# 에드워드 크로이츠
에드워드 크로이츠 (1913년 1월 23일 – 2009년 6월 27일)는 제2차 세계 대전 중 야금 연구소와 로스앨러모스 연구소에서 맨해튼 계획에 참여했던 미국의 물리학자이다. 전쟁 후 그는 카네기 공과대학교의 물리학 교수가 되었다. 그는 1955년부터 1970년까지 제너럴 아토믹스의 연구 담당 부사장을 지냈다. 그는 식물학, 물리학, 수학, 금속공학 및 과학 정책에 관한 65편 이상의 논문을 발표했으며, 원자력과 관련된 18개의 특허를 보유했다.
위스콘신 대학교 매디슨을 졸업한 크로이츠는 프린스턴 대학교가 첫 사이클로트론을 구축하는 것을 도왔다. 제2차 세계 대전 중에는 야금 연구소에서 유진 위그너 밑에서 원자로 설계를 담당하며 최초의 수랭식 원자로 냉각 시스템을 설계했다. 그는 원자로 설계에 사용되는 우라늄 및 기타 원소의 금속공학을 연구하는 그룹을 이끌었다. 1944년 10월, 그는 로스앨러모스 연구소로 옮겨 그룹 리더가 되었다.
전쟁이 끝난 후 크로이츠는 카네기 공과대학교의 제안을 받아 1948년에 물리학과 학과장 겸 핵 연구 센터장이 되었다. 1955년에는 미국 원자력위원회를 위해 열핵 융합 프로그램을 평가하기 위해 로스앨러모스로 돌아왔다. 그곳에서 그는 제너럴 아토믹스의 연구 개발 담당 부사장과 존 제이 홉킨스 순수 및 응용 과학 연구소 소장직을 수락했다. 그의 리더십 아래, 제너럴 아토믹스는 대학 및 연구소용 원자로인 트리가를 개발했다.
크로이츠는 1970년부터 1977년까지 미국 국립과학재단의 부국장을 지냈고, 이후 호놀룰루의 버니스 파우아히 비숍 박물관 관장을 역임하며 박물관의 하와이 꽃식물 매뉴얼 준비에 특히 관심을 가졌다.

## 초기 생활
크로이츠는 1913년 1월 23일 위스콘신주 비버댐에서 고등학교 역사 교사인 레스터 크로이츠와 일반 과학 교사인 그레이스 스미스 크로이츠 사이에서 태어났다. 그에게는 두 명의 형 존과 짐, 그리고 여동생 에디스가 있었다. 가족은 1916년에 위스콘신주 오클레어로, 1920년에 위스콘신주 먼로로, 1927년에 위스콘신주 제인즈빌로 이사했다. 그는 만돌린, 우쿨렐레, 트롬본을 포함한 여러 악기를 연주했다. 그는 제인즈빌 고등학교와 먼로 고등학교에서 학교 밴드에서 연주했다. 제인즈빌에서는 로지스 래가도스(Rosie's Ragadors)라는 댄스 오케스트라에서 테너 밴조를 연주했고, 먼로에서는 학교 오케스트라와 함께 팀파니를 연주했다. 그는 또한 제인즈빌과 먼로에서 미식축구 팀의 레프트 가드로 뛰었다. 그는 화학, 생물학, 지질학, 사진에 관심을 표명했다.
1929년 제인즈빌 고등학교를 졸업한 후, 그는 지역 은행에서 부기사로 일했다. 1932년, 위스콘신 대학교 매디슨에서 전기 공학 학위를 받은 형 존이 그에게도 대학에 가라고 설득했다. 존은 "어떤 과학 분야를 원하는지 확실하지 않다면 물리학을 전공하라, 왜냐하면 그것이 모든 것의 기본이기 때문이다"라고 제안했다. 크로이츠는 나중에 이것이 자신이 받은 최고의 조언이었다고 회상했다. 그는 위스콘신 대학교에 입학하여 수학과 물리학을 공부했다. 대공황 기간 동안 특히 1935년 아버지가 돌아가신 후에는 돈이 부족했다. 학비를 벌기 위해 크로이츠는 설거지와 간단한 요리를 했고, 물리학 실험실 장비를 관리하는 일을 했다. 1936년 4학년 때 그는 물리학 실험 수업을 가르쳤다.
크로이츠는 위스콘신 대학교에서 줄리안 맥, 라그나르 롤레프손, 레이몬드 허브, 유진 위그너, 그레고리 브라이트를 포함한 여러 교수를 만났다. 맥은 크로이츠에게 3학년 때 할 연구 프로젝트를 주었다. 크로이츠는 1936년 이학사 (B.S.) 학위를 받은 후 위스콘신에서 대학원생으로 남아 허브를 위해 학과 밴더그래프 발전기를 300에서 600 keV로 업그레이드하는 작업을 했다. 이 작업이 완료된 후, 무엇을 할 것인가 하는 문제가 제기되었고, 브라이트는 이전에 440keV에서 리튬에 양성자를 충격했을 때 고에너지 감마선이 생성되는 것이 관찰되었다고 제안했다. 따라서 크로이츠는 1939년 철학박사 (Ph.D.) 학위논문을 "리튬에 의한 양성자 공명 산란"이라는 제목으로 작성했다. 이는 브라이트의 감독 아래 이루어졌다. 크로이츠는 1937년 9월 13일 위스콘신에서 수학을 공부하던 렐라 롤레프손(라그나르 롤레프손의 여동생)과 결혼했다. 부부는 두 아들 마이클과 칼, 딸 앤 조 세 자녀를 두었다.
위그너는 1938년 프린스턴 대학교로 옮겼고, 곧 크로이츠도 제안을 받았다. 프린스턴은 캘리포니아 대학교 버클리로부터 8MeV 사이클로트론을 만드는 데 사용되었던 36-인치 (910 mm) 자석을 받았다. 그들은 크로이츠가 그것을 작동시키는 것을 돕기를 원했다. 그는 나중에 회상했다:
프린스턴에서의 셋째 날, 저는 제 논문 연구에 대한 짧은 보고를 요청받았습니다. 이러한 "저널 클럽" 회의에는 보통 두세 명의 발표자가 있었습니다. 이번 발표자는 닐스 보어, 알베르트 아인슈타인, 그리고 에드 크로이츠였습니다. 이 두 거대한 과학적 업적의 인물들과 같은 프로그램에 있다는 것은 숨이 막힐 지경이었습니다. 회의가 시작되기 직전, 저의 후원자였던 델사소는 저에게 "크로이츠, 아인슈타인을 만났나요?"라고 물었습니다. 저는 아직 만나지 못했습니다. 델사소는 땀복과 테니스화를 입고 앉아 있는 아인슈타인에게 저를 데려가서 말했습니다. "아인슈타인 교수님, 이 분은 저희 사이클로트론 작업을 하러 오신 크로이츠입니다." 그 위대한 분은 저에게 손을 내밀었는데, 마치 저녁 식사용 접시만큼 커 보였고, 억양 있는 목소리로 말했습니다. "만나서 반갑습니다, 크로이츠 박사님." 저는 간신히 "저도 만나서 반갑습니다, 아인슈타인 박사님."이라고 헉헉거리며 말했습니다.

그러나 관객들을 전율케 한 것은 리제 마이트너와 오토 프리슈의 핵분열 발견이라는 유럽발 소식이었다. 물리학자들은 결과를 확인하기 위해 서둘렀다. 크로이츠는 라디오 진공관, 커피 캔, 오토바이 배터리로 이온화 챔버와 선형 증폭기를 만들었고, 이 장치를 통해 프린스턴의 물리학자들은 결과를 확인할 수 있었다.

## 제2차 세계 대전
제2차 세계 대전 초기인 1939년에서 1941년 사이에 위그너는 우라늄과 2톤의 흑연을 사용하는 일련의 실험에서 프린스턴 그룹을 이끌었다. 1942년 초, 아서 콤프턴은 플루토늄과 원자로 설계를 연구하는 맨해튼 계획의 여러 팀들을, 위그너의 프린스턴 팀을 포함하여, 시카고 대학교의 야금 연구소에 집중시켰다. 이름은 코드네임이었는데, 크로이츠는 실제로 금속공학 연구를 수행한 첫 번째 사람이었으며, 그와 함께 일할 첫 번째 금속공학자를 고용했다.
위그너는 크로이츠, 레오 올링거, 앨빈 M. 와인버그, 캐서린 웨이, 게일 영을 포함하는 이론 그룹을 이끌었다. 이 그룹의 임무는 우라늄을 플루토늄으로 전환할 원자로를 설계하는 것이었다. 당시 원자로는 서류상으로만 존재했으며, 아직 핵분열 연쇄반응이 시작된 원자로는 없었다. 1942년 7월, 위그너는 보수적인 100 MW 설계를 선택했는데, 이는 흑연 중성자 감속재와 물 냉각 방식을 사용했다. 당시 냉각재로 물을 선택하는 것은 논란의 여지가 있었다. 물이 중성자를 흡수하여 원자로의 효율성을 떨어뜨리는 것으로 알려져 있었기 때문이다. 그러나 위그너는 자신의 그룹의 계산이 정확하며 물이 효과적일 것이라고 확신했고, 헬륨이나 액체 금속을 냉각재로 사용하는 데 관련된 기술적 어려움은 프로젝트를 지연시킬 것이라고 생각했다. 이 그룹은 1942년 9월부터 1943년 1월까지 주 7일 근무하며 원자로를 설계했다. 크로이츠는 수냉식 시스템에서 금속의 부식을 연구했으며, 냉각 시스템을 설계했다. 1959년에는 크로이츠, 올링거, 와인버그, 위그너, 영의 이름으로 원자로 설계 특허가 발행될 예정이었다.
야금 연구소의 그룹 리더로서 크로이츠는 우라늄과 그것이 어떻게 막대 형태로 압출될 수 있는지에 대한 연구를 수행했다. 그의 그룹은 빠르게 흐르는 액체와 접촉하는 금속의 부식 과정, 알루미늄을 가공하고 우라늄을 알루미늄으로 피복하는 과정을 조사했다. 또한 베릴륨의 단조와 토륨의 제조도 연구했다. 프레더릭 자이츠와 앨빈 와인버그는 나중에 크로이츠와 그의 그룹의 활동이 플루토늄 생산에 소요되는 시간을 최대 2년까지 단축시켰을 수 있다고 평가했다.
플루토늄-240 오염으로 인한 원자로에서 생성된 플루토늄의 자발 핵분열 발견으로 위그너는 토륨에서 우라늄-233을 생산하는 방식으로 전환할 것을 제안했지만, 이 문제는 로스앨러모스 연구소에서 내파형 핵무기 설계를 개발하여 해결되었다. 1944년 10월, 크로이츠는 로스앨러모스로 이동했으며, 그곳에서 폭발 렌즈 설계 검증 및 예비 시험을 담당하는 그룹 리더가 되었다. 렌즈 시험에서 발생한 어려움으로 인해 파하리토 캐니언에 특별 시험 구역이 건설되었고, 크로이츠는 그곳에서의 시험을 담당하게 되었다. 트리니티 핵 실험 준비의 일환으로, 크로이츠는 핵 물질 없이 파하리토 캐니언에서 시험 폭발을 실시했다. 이 시험은 나쁜 소식을 가져왔는데, 트리니티 시험이 실패할 것임을 시사하는 듯했다. 한스 베테는 밤새도록 결과를 평가하여, 그 결과가 완벽한 폭발과 일치한다는 보고를 할 수 있었다.

## 말년

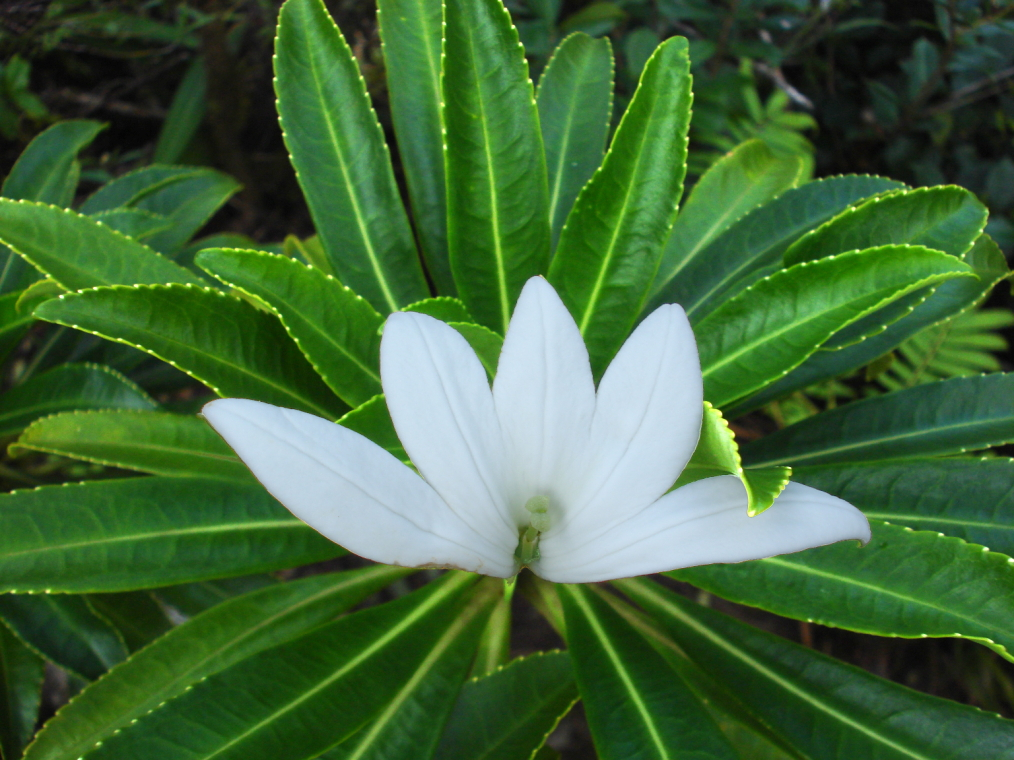
아페타이아 라이아텐시스. 프랑스령 폴리네시아의 라이아테아 섬에서만 발견되는 희귀한 꽃이다. 크로이츠는 1966년에 이에 대한 논문을 발표했다.

1945년 전쟁이 끝난 후, 크로이츠는 자이츠의 제안을 받아 카네기 공과대학교에 부교수로 와서 그곳에 핵물리학 그룹을 만드는 것을 돕기로 했다. 크로이츠는 프린스턴과 시카고 및 로스앨러모스의 맨해튼 프로젝트에서 그와 함께 일했던 많은 젊은 물리학자들을 모집했는데, 마틴 포스, 잭 폭스, 로저 서튼, 세르지오 데베네데티 등이 그들이다. 이들은 해군연구청의 자금을 받아 펜실베이니아주 삭손버그 근처의 핵 연구 센터에 450MeV 싱크로트론을 건설했다. 한동안 이것은 핵물리학 연구의 최전선에 서게 해주었고, 그곳의 물리학자들이 최근에 발견된 파이 중간자와 뮤 중간자를 연구할 수 있게 했다. 방문 학자였던 길베르토 베르나르디니는 메손의 첫 사진 건판을 만들었다.
크로이츠는 1948년 카네기 공과대학교에서 교수가 되었고, 물리학과 학과장 및 핵 연구 센터장이 되었다. 그는 또한 1946년부터 1958년까지 아곤 국립 연구소의 이사회 멤버였고, 1946년부터 1958년까지 오크리지 국립연구소의 컨설턴트였다. 핵물리학 연구 외에도 그는 집에서 꽃과 난초를 재배했다. 그는 꽃 종에 관한 8편의 논문을 발표했고, 그의 아이들의 이름을 따서 세 가지 종류의 제비꽃의 이름을 지었다. 1966년 뉴욕 식물원 저널에 발표된 한 논문은 프랑스령 폴리네시아의 라이아테아 섬에서만 발견되는 희귀한 꽃인 아페타이아 라이아텐시스에 관한 것이었다. 그는 폴리네시아를 여러 번 여행했고, 프랑스어에서 영어로 타히티어 문법을 번역했다. 그의 가족은 한동안 타히티와 사모아 출신의 두 젊은이를 손님으로 맞았다.
1955년과 1956년에 크로이츠는 미국 원자력위원회를 위해 로스앨러모스에서 열핵 융합 프로그램을 평가하는 데 1년을 보냈다. 그곳에서 그는 프레더릭 드 호프만의 접근을 받았고, 그는 그를 제너럴 다이내믹스의 제너럴 아토믹스 부서에 합류하도록 모집했다. 그는 라 호야, 캘리포니아로 옮겨 연구 개발 담당 부사장이 되었고, 1955년부터 1967년까지 동시에 존 제이 홉킨스 순수 및 응용 과학 연구소 소장을 역임했다. 그는 또한 1959년부터 1963년까지 미국 국방부의 일반 과학 자문 패널 위원이었다.

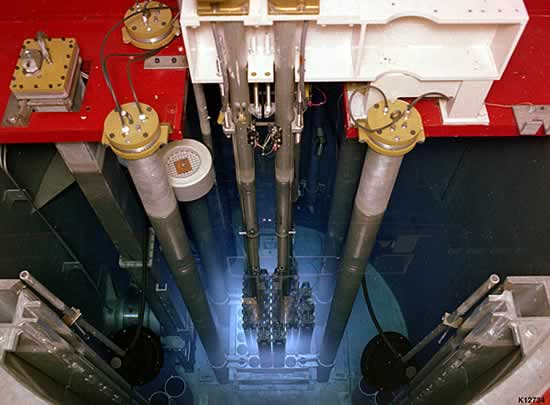
트리가는 세계에서 가장 인기 있는 연구용 원자로이다.

그의 리더십 아래, 제너럴 아토믹스는 대학과 연구소를 위한 소형 원자로인 트리가를 개발했다. TRIGA는 핵연료 온도 계수가 크고 즉각적으로 음수인 우라늄 지르코늄 수소화물 (UZrH) 연료를 사용한다. 핵반응로의 온도가 증가하면 반응성은 빠르게 감소한다. 따라서 노심 용융이 발생하는 것은 완전히 불가능하지는 않지만 매우 가능성이 낮다. 밀집된 지역에 설치할 수 있는 안전성과 신뢰성, 그리고 짧은 시간 동안 높은 에너지를 생성할 수 있는 능력(특히 연구에 유용함) 덕분에 TRIGA는 세계에서 가장 인기 있는 연구용 원자로가 되었으며, 제너럴 아토믹스는 24개국에 66대의 TRIGA를 판매했다. 고온 가스 냉각 원자로 (HTGR)는 성공적이지 못했으며, HTGR 발전 원자로는 미국에 두 개만 건설되었다. 펜실베이니아주의 피치보텀 원자력 발전소에 있는 40MW 시범 장치는 성공적으로 작동했지만, 콜로라도주의 포트 세인트 베인 발전소에 있는 더 큰 300MW 장치는 기술적 문제를 겪었다. 제너럴 아토믹스는 또한 플라스마를 자기적으로 가두는 방법을 포함하여 열핵 에너지에 대한 연구를 수행했다. 1962년부터 1974년까지 크로이츠는 이 주제에 대해 6편의 논문을 발표했다.
1970년 대통령 리처드 닉슨은 크로이츠를 미국 국립과학재단의 연구 담당 부국장으로 임명했다. 그는 1975년에 수학 및 물리 과학 담당 부국장이 되었고, 1976년부터 1977년까지 대리 부국장을 역임했다. 1970년대 에너지 위기는 에너지 문제에 대한 국가적 관심을 높였고, 크로이츠는 "국가의 에너지 미래"라는 연구를 발표한 패널에 참여했다. 그의 아내 렐라는 1972년에 암으로 사망했다. 1974년에 그는 국립과학위원회에서 일하던 엘리자베스 코들레와 결혼했다. 두 사람은 희귀 난초를 찾아 사진을 찍는 것을 즐겼다.
미국 국립과학재단에서의 임기가 1977년에 끝났고, 크로이츠는 호놀룰루의 버니스 파우아히 비숍 박물관 관장이 되었다. 그는 1999년에 출판된 두 권짜리 "하와이 꽃식물 매뉴얼" 제작 작업에 특히 관심을 가졌다. 그는 교육 및 홍보 프로그램을 확대하고, 두 개의 새로운 건물 건설을 위한 자금을 확보했다. 그는 1987년에 은퇴하고 캘리포니아주 랜초산타페의 자택으로 돌아왔고, 2009년 6월 27일 그곳에서 사망했다.

## 미디어 출연
- 원자폭탄으로 화성으로: 오리온 프로젝트의 비밀 역사 (BBC, 2003)[19]

## 내용주
1. 1 2 3 4 5 6 7 8 9 10 11 12 13 14 15 16 17 18 19 20 21 22 23  Hinman, George; Rose, David (2010). 《Edward Chester Creutz 1913–2009》 (PDF). Biographical Memoirs. Washington, D.C.: National Academy of Sciences. 2019년 4월 28일에 확인함.
2. 1 2 3 4 5 6 7 8 9 10 11 12  Creutz, Edward (1996년 1월 23일). “Obituary” (PDF). 2014년 9월 21일에 확인함.
3. 1 2 3 4  “Oral History Transcript — Dr. Edward Creutz”. American Institute of Physics. 2006년 1월 9일. 2014년 10월 13일에 원본 문서에서 보존된 문서. 2014년 9월 21일에 확인함.
4. ↑  Creutz, Edward (May 1939). 《Resonance Scattering of Protons by Lithium》. 《Physical Review》 55. 819–824쪽. Bibcode:1939PhRv...55..819C. doi:10.1103/PhysRev.55.819.
5. ↑  Raman & Panarella 2009, 353쪽.
6. ↑  Weinberg 1994, 11–12쪽.
7. ↑  Szanton 1992, 217–218쪽.
8. ↑  Weinberg 1994, 22–24쪽.
9. 1 2  “Alvin M. Weinberg's Interview”. Manhattan Project Voices. 2014년 9월 22일에 확인함.
10. 1 2  Hoddeson 외. 1993, 471쪽.
11. ↑  Weinberg 1994, 36–38쪽.
12. ↑  Hoddeson 외. 1993, 273쪽.
13. ↑  Rhodes 1986, 657쪽.
14. ↑  Rhodes 1986, 661–663쪽.
15. ↑   Clary, David C. (2024). Walter Kohn: From Kindertransport and Internment to DFT and the Nobel Prize. World Scientific Publishing.
16. 1 2  “Edward Creutz”. American Institute of Physics. 2014년 10월 10일에 원본 문서에서 보존된 문서. 2014년 9월 21일에 확인함.
17. ↑  “TRIGA® Nuclear Reactors”. General Atomics. 2014년 10월 15일에 원본 문서에서 보존된 문서. 2014년 9월 24일에 확인함.
18. 1 2  곤잘레스, 블랑카 (2009년 7월 13일). “에드워드 크로이츠; 맨해튼 프로젝트에 참여”. 《샌디에고 유니온-트리뷴》. 2014년 9월 24일에 확인함.
19. ↑  https://www.imdb.com/title/tt1039992 틀:User-generated source